# Projeto Casa G20

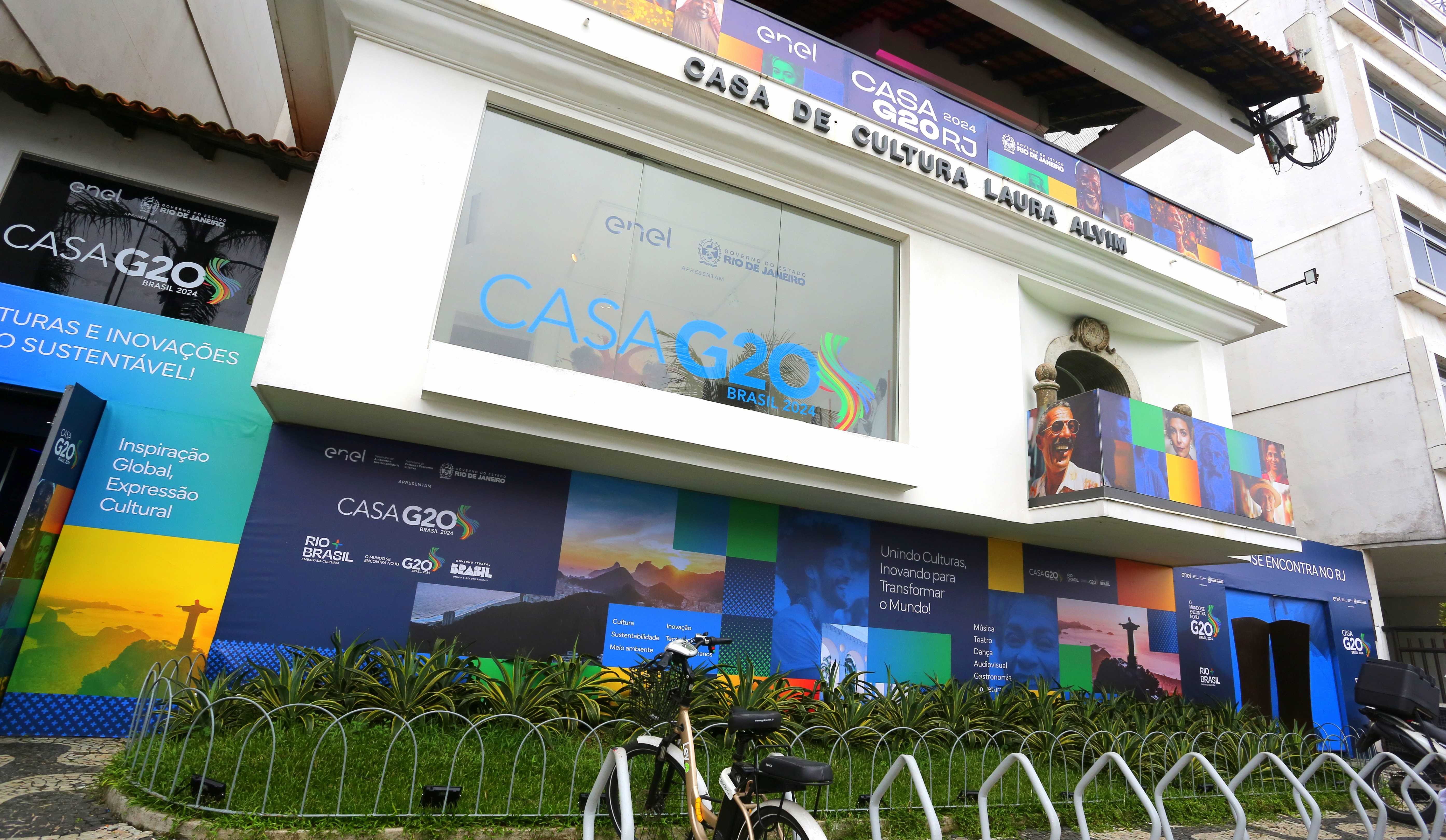
Fachada da Casa G20

A Casa G20, localizada na Casa de Cultura Laura Alvim em Ipanema, Rio de Janeiro, é um centro diplomático e cultural. Como Embaixada Cultural do Governo do Estado do Rio de Janeiro, serve como um espaço para eventos e encontros das nações participantes do Grupo dos 20 (G20). Este espaço tem recebido eventos internacionais, visitas diplomáticas e integração com a comunidade local, na preparação para os encontros de cúpula do G20 que serão sediados na cidade em novembro.
Desde a sua inauguração em março de 2024, a Casa G20 tem sido visitada por diplomatas, cônsules e ministros de diversos países, bem como por grupos de engajamento do G20, artistas e estudantes da rede pública do estado e município do Rio de Janeiro. A agenda da Casa é utilizada por instituições governamentais, autarquias federais, consulados, representações diplomáticas e entidades associadas ao G20.
Entre os eventos ocorridos, a Casa sediou a reunião de abertura do O20, focado em questões oceânicas, e recebeu o Consulado da Noruega para celebrar o Dia Nacional da Noruega. Além disso, iniciativas como o Projeto Jovens Repórteres G20 proporcionou capacitação jornalística para estudantes da rede pública, que participarão da cobertura oficial da cúpula em novembro. Esse projeto é parte de uma abordagem educacional que segue os princípios de Paulo Freire, alinhando formações para estudantes e professores com práticas de cobertura jornalística.
A Casa G20 também está sendo utilizada como um centro de integração entre os temas discutidos no G20 e a comunidade carioca. A exposição PPG20, por exemplo, trouxe as comunidades do Pavão-Pavãozinho e Cantagalo para o centro das discussões globais, destacando sua cultura e arte.
Além disso, a Casa recebe visitas de diplomatas, cônsules e representantes internacionais. .
Do ponto de vista da cultura, a Casa G20 apresenta uma série de shows musicais e exposições temáticas, como a exposição "Delírios" do fotógrafo Harry Fayt, proporcionando uma imersão na arte brasileira e na cultura carioca.
Além de suas atividades culturais e diplomáticas, a Casa G20 também compensa as emissões de carbono associadas aos seus eventos através de créditos de carbono certificados.
O projeto Embaixada Cultural G20, que ocorre na Casa, é apoiado pela Enel Brasil por meio da Lei de Incentivo à Cultura,tem o objetivo de fomentar o intercâmbio artístico entre os países-membros do G20.
Em resumo, a Casa G20 na Casa de Cultura Laura Alvim, em 2024, está sendo um espaço importante para a interação cultural, diplomática e comunitária no Rio de Janeiro.